# Estádio 19 de Maio de Samsun

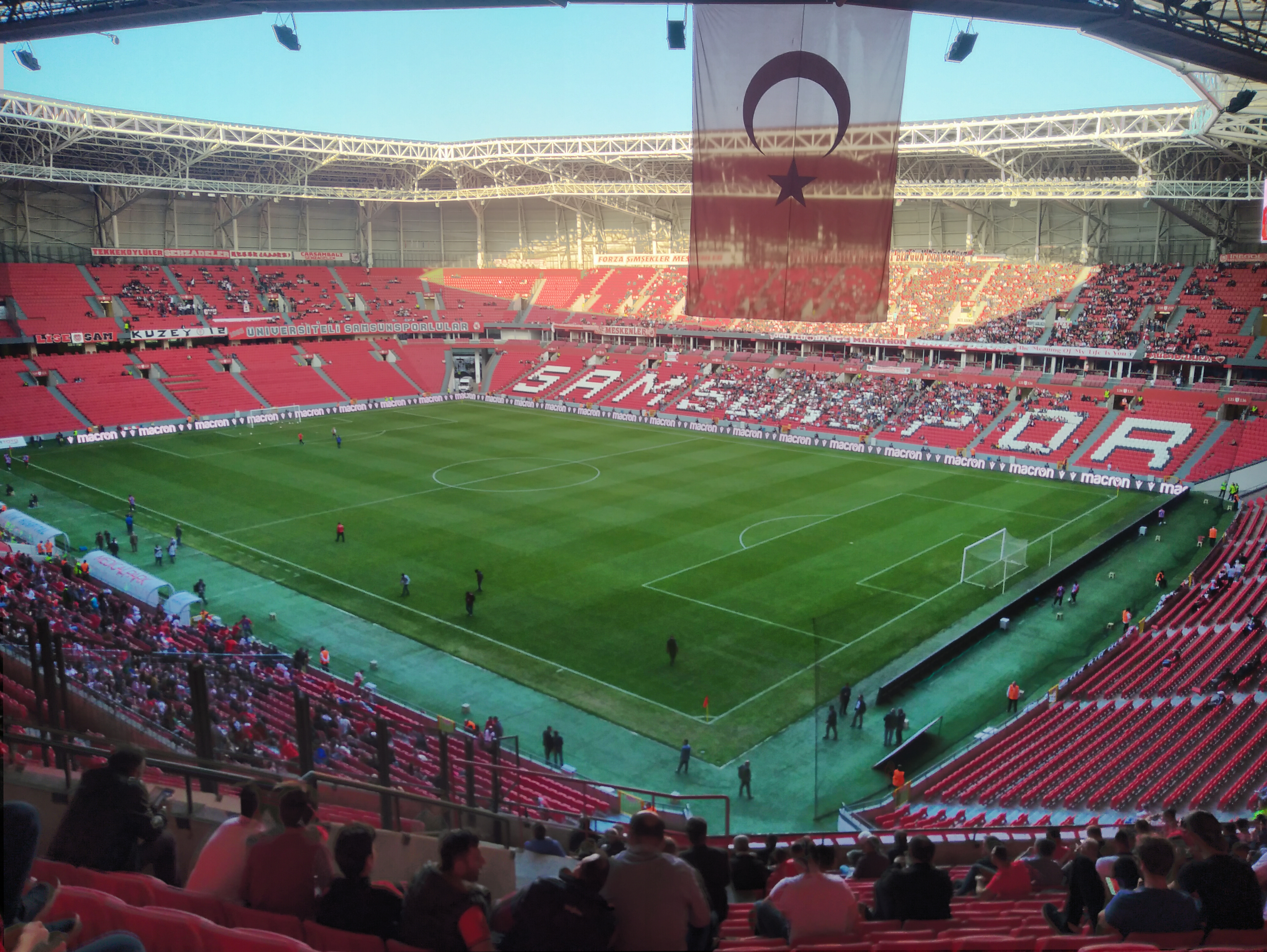
Visão panorâmica interna do estádio

O Estádio 19 de Maio de Samessum (em turco: Samsun 19 Mayıs Stadyumu) é um estádio de futebol localizado na cidade de Samessum, na Turquia, inaugurado em 29 de julho de 2017, com capacidade máxima para 33 919 espectadores.
Substituiu o antigo Samsun 19 Mayıs Stadyumu, demolido em 2018, que tinha capacidade de 12 720 espectadores. Atualmente, é a casa onde o Samsunspor, tradicional clube da cidade, manda seus jogos oficiais por competições nacionais.

## Histórico
Embora seu nome faça referência ao antigo estádio demolido, trata-se de um estádio completamente diferente construído em uma região distinta do local onde se situava o primeiro. A moderna praça esportiva recém-construída está localizada no bairro de Tekkeköy, região suburbana de Samessum. Projetado por uma equipe de arquitetos liderada por Bahadır Kul, as obras tiveram início em 2013 com previsão de que a construção levasse cerca de 600 dias para ser concluída, o que permitiria a inauguração do estádio em 2015. Entretanto, atrasos na conclusão das etapas e aumento nos custos da construção que acabaram por promover alterações no projeto original mediante substituição de materiais sofisticados por outros mais simples, fizeram com que a obra tivesse seu cronograma de entrega alterado seguidas vezes, sendo definitivamente concluído em meados de 2017. O estádio foi oficialmente inaugurado em 29 de julho de 2017 com uma partida amistosa disputada entre o Samsunspor e o Ankaragücü, que terminou com a vitória do Samsunspor por 1–0.

## Infraestrutura
Construído sobre uma área de 100 000 m², o estádio encontra-se em uma posição privilegiada, cercado por rodovias e bem servido por linhas de ônibus e estações de metrô em seus arredores. A entrada e saída de torcedores se dá por uma enorme passarela que circunda todo o estádio, conectando o piso superior onde se encontra as arquibancadas até o nível térreo, onde se encontra a entrada. Totalmente envidraçada, permite aos passantes uma visão panorâmica dos bairros de Samessum próximos ao estádio.
O estádio apresenta um desnível no setor sul e tem uma superfície de vidro maior para permitir que mais luz solar entre no campo. Quase toda a fachada externa é composta por uma membrana de PVC intercalada com uma grande faixa vermelha que circunda todo o revestimento externo em segmentos ondulados.